# Cừu tuyết
Cừu tuyết (danh pháp khoa học: Ovis nivicola) là một loài động vật có vú trong họ Bovidae, bộ Artiodactyla. Loài này được Eschscholtz mô tả năm 1829. Cừu tuyết sinh sống từ các khu vực miền núi ở phía đông bắc của Siberia. Một phân loài, cừu tuyết Putorana (Ovis borealis nivicola) sống cách biệt với các hình thức khác trong dãy núi Putoran. Cừu tuyết liên quan chặt chẽ nhất với cừu sừng lớn và cừu Dall.

## Hình ảnh

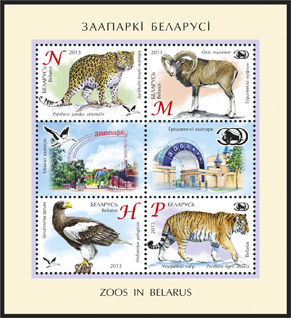
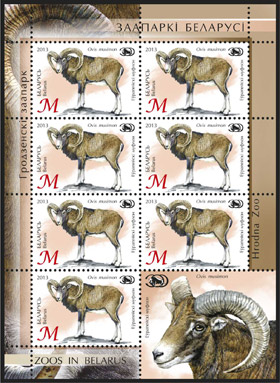
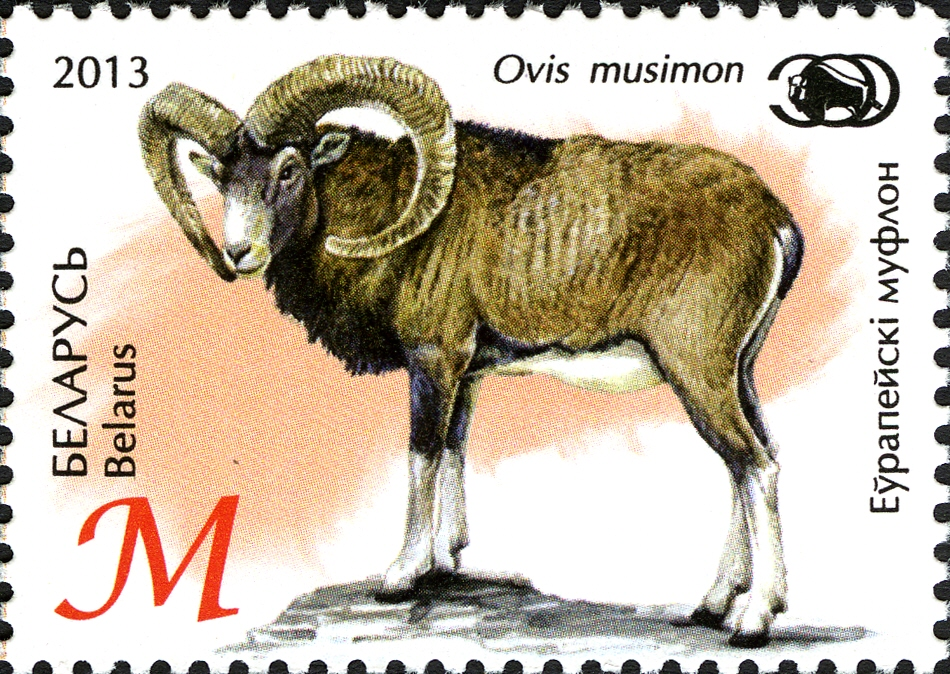